# Gollarahalli, Hosadurga
Gollarahalli là một làng thuộc tehsil Hosadurga, huyện Chitradurga, bang Karnataka, Ấn Độ.